# Friday the 13th: Killer Puzzle
Friday the 13th: Killer Puzzle (англ. П'ятниця 13-го: Убивча головоломка) — відеогра в жанрі головоломки 2018 року, розроблена та випущена студією Blue Wizard Digital. Випущена гра 20 січня 2018 року в США та в усьому світі — 13 квітня. Доступна для таких платформ, як: Microsoft Windows, iOS, Android, Nintendo Switch, PlayStation 4 та Xbox One. Friday the 13th: Killer Puzzle — четверта офіційна відеогра, заснована на франшизі «П'ятниця 13-го».
Гра стала додатком тижня iOS 26 січня того ж року.

## Ігровий процес
Friday the 13th: Killer Puzzle — це гра в жанрі головоломки та жахів, де гравець виступає у ролі серійного вбивці Джейсона Вурхіза, який вбиває своїх жертв за допомогою різноманітних знарядь вбивства на кожному рівні. Гра охоплює багато елементів з культового фільму «П'ятниця 13-го», включаючи знайомі локації та персонажів, які з'являються в грі як жертви Джейсона. Ігровий процес полягає у тому, щоб переміщувати Джейсона локацією та шукати шляхи для вбивства жертв. У грі є різноманітні складні головоломки, які потрібно вирішувати, щоб знайти правильний спосіб вбивства.

## Скандал
Розробники повідомили, що не змогли продовжити ліцензію і в підсумку їм доведеться припинити продажі гри. Гра покине магазини 23 січня 2023 року на всіх платформах, на яких її було випущено.